# The Amrita
The Amrita là tên chuỗi nhà hàng khỏa thân của Nhật Bản với Amrita có nghĩa là bất tử trong tiếng Phạn.

## Các địa điểm
Các nhà hàng được mở ở thủ đô London của Anh, thành phố Melbourne của Úc, thủ đô Tokyo của Nhật Bản.

## Quy định của nhà hàng
The Amirta có những quy định cho các thực khách tham dự bữa tiệc khỏa thân:
- Độ tuổi phải từ 21 đến 60.
- Phải cởi hết quần áo nhưng không được khỏa thân toàn bộ cơ thể mà phải mặc thêm đồ lót bằng giấy do nhà hàng cung cấp.
- Không được gây phiền toái cho thực khách khác", như sờ soạng hay nói chuyện quá nhiều.
- Không được nặng quá 15 kg so với cân nặng trung bình dựa theo chiều cao tính theo chỉ số khối cơ thể BMI, nếu không thì đừng đặt bàn trước và nếu có lỡ đặt bàn thì cũng không được vào nhà hàng và cũng không được hoàn tiền đồng nghĩa với mất tiền oan. Nhà hàng này còn cảnh báo sẽ cân thực khách nếu trông có vẻ thừa cân. "Tại London, chúng tôi cho phép thực khách thừa cân vào và bị một số thực khách khác phàn nàn", nữ phát ngôn viên Miki Komatsu của The Amrita Nhật Bản cho hay, và khẳng định quy định này không phải là phân biệt đối xử.
- Không được xăm mình, vì vậy tất nhiên là các Yakuza có xăm mình cũng không được vào.
- Phải bỏ điện thoại di động và camera vào hộc bàn ăn để tránh quay lén người khác.

## Giá
- Thực khách sẽ phải trả 80.000 yen (750 USD) mua vé để được thưởng thức những màn trình diễn ẩm thực do những người đàn ông cơ bắp cuồn cuộn mặc quần lót G-string (hay quần lót lọt khe) và những màn trình diễn "nhan sắc" và cơ bắp của những nam người mẫu.[5]
- Lựa chọn khác là vé bữa ăn với giá 14.000-28.000 yen chỉ để thưởng thức ẩm thực tùy theo thực đơn, không bao gồm xem biểu diễn.